# Dieter Renz
Dieter Renz (* 3. März 1943 in Bottrop; † 16. August 1969) war ein Amateur-Boxer, der an den Olympischen Sommerspielen 1968 in Mexiko-Stadt teilnahm.

## Leben
Dieter Renz war gelernter Schlosser.

## Sportliche Höhepunkte
Bei seiner einzigen Olympiateilnahme erreichte der für das deutsche Boxteam auflaufende Renz das Achtelfinale. Er unterlag dem Italiener Giorgio Bambini klar nach Punkten.
Im August 1968 besiegte Dieter Renz in Hannover bei einem Länderkampf zwischen der Bundesrepublik Deutschland und den USA den späteren Olympiasieger und Schwergewichtsweltmeister George Foreman. Foreman wurde disqualifiziert.

## Tod
Am 16. August 1969 verunglückte Renz tödlich im Alter von 26 Jahren in den Schweizer Alpen. Bei einer Bergwanderung rutschte er aus und stürzte in eine Schlucht.

## Trivia
Bei keinem seiner Siege gewann er durch K. o.

## Erfolge
- 1965 Deutscher Meister der Amateure im Schwergewicht
- 1967 Deutscher Meister der Amateure im Schwergewicht
- 1968 Deutscher Meister der Amateure im Schwergewicht

## Ehrungen
Die Stadt Bottrop ehrte ihn 1971, indem sie die neu erbaute Sporthalle nach ihm benannte. Die Dieter-Renz-Halle ist noch heute die größte Halle der Stadt.